# 대한민국 상법 제27조
대한민국 상법 제27조는 상호등기의 말소청구에 대한 상법총칙의 조문이다.

## 조문
제27조 (상호등기의 말소청구) 상호를 변경 또는 폐지한 경우에 2주간내에 그 상호를 등기한 자가 변경 또는 폐지의 등기를 하지 아니하는 때에는 이해관계인은 그 등기의 말소를 청구할 수 있다.